# جون ثورنتون (لاعب كريكت)
جون ثورنتون (24 فبراير 1902 - 1 نوفمبر 1993 في المملكة المتحدة) (بالإنجليزية: John Thornton)‏ هو لاعب كريكت بريطاني (وحمل سابقاً جنسية المملكة المتحدة لبريطانيا العظمى وأيرلندا). لعب مع نادي مقاطعة ليسترشاير للكريكت ‏.

## وصلات خارجية
- جون ثورنتون على موقع إي آس بي آن كريك إنفو (الإنجليزية)